# Holm Podlëdnyj
Holm Podlëdnyj (englische Transkription von russisch Холм Подлёдный Cholm Podljodny, deutsch ‚Eishügel‘) ist eine Insel vor der Lars-Christensen-Küste des ostantarktischen Mac-Robertson-Lands. Sie liegt in der Prydz Bay und ist vollständig vom Amery-Schelfeis umschlossen.
Russische Wissenschaftler benannten sie.